# Jessica García
Jessica García (ur. 12 lipca 1980) – portorykańska judoczka. Olimpijka z Aten 2004, gdzie odpadła w eliminacjach w wadze lekkiej.
Uczestniczka mistrzostw świata w 1999, 2001 i 2003. Startowała w Pucharze Świata w 2004, 2008, 2011 i 2012. Piąta na igrzyskach panamerykańskich w 2007; siódma w 2003 i 2011. Zdobyła pięć medali na igrzyskach Ameryki Środkowej i Karaibów, a także sześć medali na mistrzostwach panamerykańskich w latach 2000 - 2012.

## Letnie Igrzyska Olimpijskie 2004
| Konkurencja | Eliminacje             | Repasaże                 | Klas. końcowa |
| Konkurencja | Przeciwnik I           | Przeciwnik I             | Miejsce       |
| ----------- | ---------------------- | ------------------------ | ------------- |
| 57 kg       | Yvonne Bönisch (GER) P | Isabel Fernández (ESP) P | 2 runda.      |